# Poblament fenici de sa Caleta

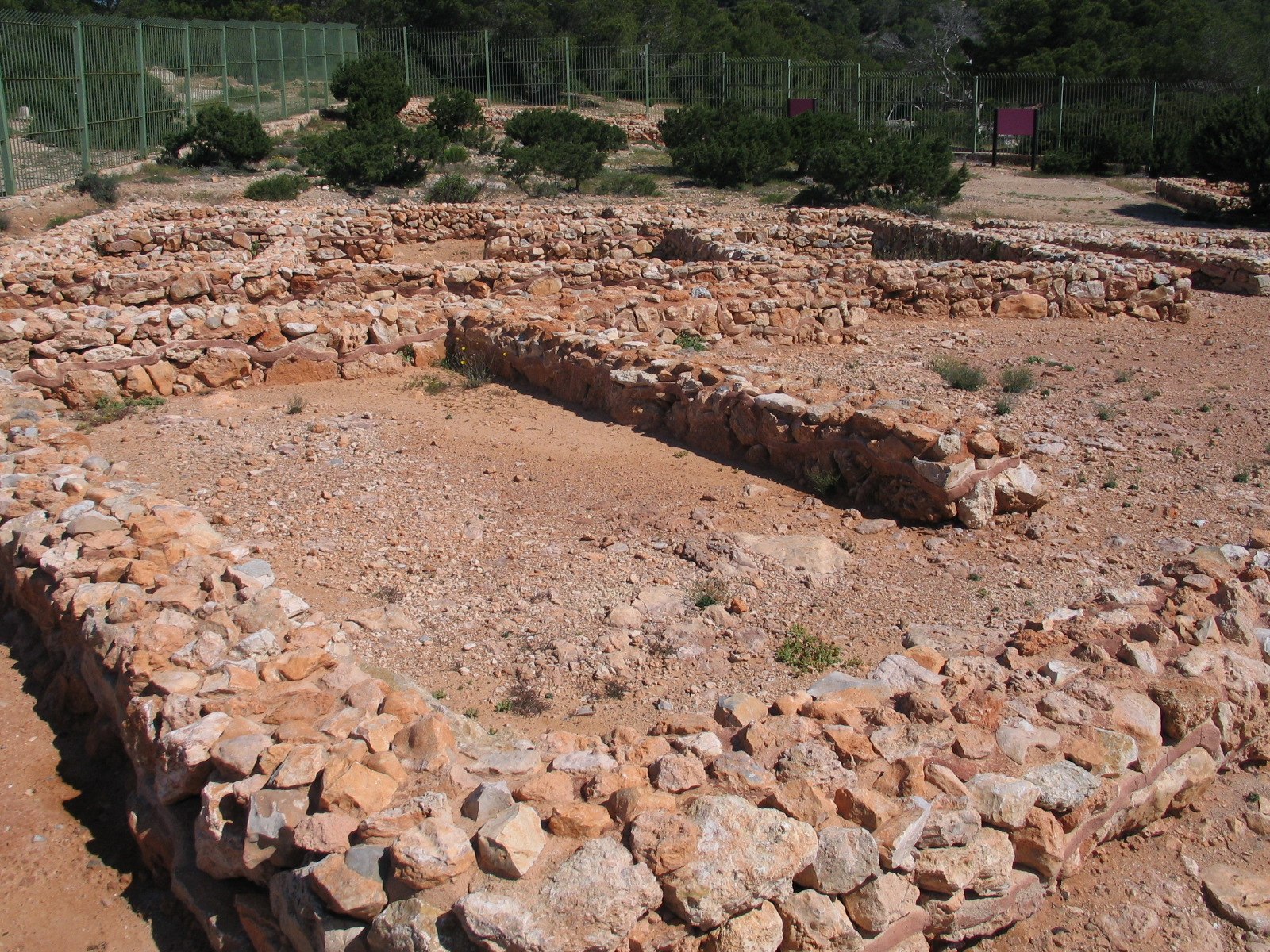
Poblament fenici de Sa Caleta

El jaciment fenici de Sa Caleta ha estat la descoberta més important dels darrers vint-i-cinc anys d'arqueologia a les Pitiüses. La seva importància científica recau en el fet que és l'únic exponent d'anàlisi per a la fase més antiga de la colonització fenícia d'Eivissa.
Es troba en una petita península que queda entre la platja des Codolar i el puig des Jondal, a la costa sud de l'illa. Les dades geogràfiques més indicatives són els 9,5 km que la separen per terra i en línia recta del puig de Vila, i les 9,4 milles marines que separen Sa Caleta de la boca de la badia d'Eivissa.
La superfície d'aquesta península és lleugerament sinuosa, però predominantment plana, i té una alçària màxima de 17,29 m sobre el nivell del mar. Està separada de terra ferma per un torrent que desemboca a l'extrem nord-est i forma una petita badia que està protegida dels vents del sud, sud-oest i oest, que a l'hivern i a la tardor arriben a provocar temporals i onades importants. Per aquest fet, els fenicis varen fer servir aquesta cala com a port natural i, encara avui en dia, és un refugi per a les barques de pesca.

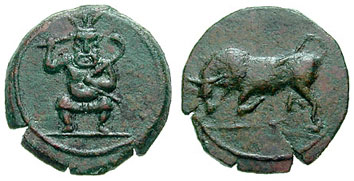
Moneda fenícia trobada a Eivissa, aproximadament de l'any 200 aC

El jaciment de Sa Caleta pertany al municipi de Sant Josep de sa Talaia.
La superfície conservada de Sa Caleta és d'unes quatre hectàrees. Se sap que el poblament fenici arribà a tenir-ne més de sis, però a causa de l'erosió del terreny i la destrucció antròpica només se'n conserven tres en bon estat.
Devers els anys 600-590 aC, Sa Caleta va ser abandonada de manera total i definitiva. Els pobladors fenicis s'instal·laren a la badia de la vila, on fundaren la ciutat d'Eivissa, un lloc que, a la llarga, responia millor a les expectatives d'organització i creixement que els fenicis havien vist en aquesta illa. Quant a la natura de la primera ocupació de la badia d'Eivissa, sembla evident que no es pot parlar d'una simple escala portuària per a navegacions; quan es va fundar aquest assentament, varen ser considerats factors clau com l'evident aptitud topogeogràfica, així com l'excel·lent port natural i el seu territori circumdant amb un gran interès agrícola. També l'esplèndid puig que domina tota la costa sud de la badia, el Puig de Vila, tenia una excel·lent topografia per a la construcció d'una plaça forta (o ciutadella) marítima.
Els jaciments més importants d'aquesta zona de la badia d'Eivissa són:
- El Puig des Molins: la part baixa del Puig des Molins i, més concretament, els peus del seu vessant N-NO constitueixen una zona ocupada per un dens grup de tombes arcaiques d'incineracions. L'àrea ocupada per aquesta necròpoli no és inferior als 8.000/10.000 metres quadrats. La cronologia d'aquesta necròpolis es mou entre el segon quart del segle vi fins al primer del v.
- El Castell i Almudaina d'Eivissa: són dues construccions militars que ocupen el cim del Puig de Vila, on es va instal·lar la ciutat d'Eivissa, Les intervencions d'urgència realitzades el 1988-1989 que varen tenir lloc tant en el recinte del castell com de l'almudaina demostraren que des del primer moment que detectam presència fenícia a la badia d'Eivissa, els fenicis varen col·locar al cim del puig algun tipus d'instal·lació.
- Sa punta de Joan Tur Esquerrer: és un jaciment situat a les protuberàncies rocoses que finalitzen en penya-segat, i defineixen la costa meridional del Puig de Vila (es Soto). En aquesta zona, els fenicis disposaven d'algun tipus d'instal·lació fixa, avui totalment desapareguda.

Troballes diverses a l'acròpoli d'Eivissa: als baluards i a la fortificació renaixentista d'Eivissa, hi ha interessants elements trobats, com àmfores, trípodes, figures de plom, etc.
- L'illa Plana: en aquest illot, que emergeix davant la boca nord-est de la badia d'Eivissa, hi trobam un jaciment on es varen recollir diverses àmfores i objectes protoebusitans.

## Infraestructura específica
L'espai de Sa Caleta ha estat dividit en sectors que, convencionalment, s'han anomenat barris: barri portuari, barri central, barri nord-oest, barri sud, etc. El barri sud, en conjunt, és el millor conservat i és el que actualment pot ser visitat, protegit amb una reixa de ferro.
La urbanística de l'assentament de Sa Caleta obeeix a un sistema basat en la juxtaposició d'estances, sense cap ordre quant a l'orientació entre si, ni en relació als punts cardinals; com si l'espai hagués estat repartit entre els colonitzadors, els quals, separant-se per una distància de pocs metres, construïren diferents àmbits diferenciats i independents des d'un punt de vista arquitectònic. En una segona fase, que tingué lloc pocs anys després, s'observa una freqüent transformació dels àmbits construïts, ampliant-los amb una, dues, tres, i fins a set estances o amb la compartimentació de les preexistents. Almenys en algunes àrees que ha sigut possible estudiar a fons, s'arribà a saturar l'espai, i donà lloc a una urbanística arcaïtzant i improvisada.
Les unitats arquitectòniques estan separades per espais, a vegades molt reduïts, compresos entre les diferents construccions i han de ser considerats com a places, amb plantes poligonals i arbitràries. Entre les diferents unitats existeixen carrerons estrets i curts.
En el seu començament, la majoria d'estructures devien ser monocel·lulars o, menys sovint, bicel·lulars. Llevat d'algun cas, més rar, d'unitats constructives amb tres àmbits projectats d'una sola vegada. Adopten sempre una forma rectangular, més o menys allargada, de vegades trapezoidal. Les mesures varien, encara que existeixen dependències de considerables proporcions. Una de les majors identificades té murs de 10 m de llarg per 3,60 m d'ample, amb un espai interior útil de 29,5 m². D'altres, que són petits magatzems, arriben a tenir sols 2,9 m² d'espai intern. Aquestes són mesures extremes, però hi ha tota mena de mesures intermèdies.
L'assentament de sa Caleta ofereix avui un dels més suggeridors esquemes quant a la tipologia de les cases fenícies occidentals arcaiques que, per ara, es coneixen. Es tracta d'un sistema de juxtaposició d'elements, segons necessitats, i sense atendre a una planta prefixada.
Les portes d'accés a les dependències, molt sovint, tenen sòcols de maçoneria i, en alguns casos, s'ha pogut constatar l'existència d'entalladures per als fulls de fusta.
Normalment, els sòls de costa rocosa calcària presenten una espècie de terra batuda argilosa. Els murs són de maçoneria de pedres calcàries irregulars del lloc, amb una mescla de terra roja de llims i argila. Els sostres tendrien sistemes de bigues i altres elements vegetals, acabats amb una capa d'argila relativament gruixuda.
Cal destacar, en punts comunals del poblat, l'existència de grans forns, tal volta per a la cocció de pa. Tenen una plataforma circular de pedra que suporta una cambra de combustió coberta per una cúpula de fang. Un d'aquests és visible al barri sud.
Els materials trobats a Sa Caleta responen al repertori típic d'establiments fenicioccidentals. Apareix la ceràmica a torn, sovint amb vernissos vermells, altres vegades sense tractaments específics. Les formes en són variades, especialment àmfores, gerres i gerros, plats, llànties i d'altres. Junt amb aquesta, la ceràmica feta a mà, que molt sovint respon a formes característiques del bronze final del sud-est ibèric, fornia l'assentament de Sa Caleta d'utensilis per a cuinar.
S'hi localitzaren també altres elements, com hams de bronze, prova de les activitats pesqueres que desenvolupaven, peces de telers, testimoni de l'elaboració de teixits i d'altres. A més, hi havia nombrosos molins de pedra arenosa, que serien utilitzats per a convertir el gra en farina i, tal volta, també per a moldre altres productes.
És, però, la metal·lúrgia, la que ocupa el lloc més rellevant dins de les activitats econòmiques dels fenicis de Sa Caleta. Restes de mineral de galena argentífera han sigut trobades en quasi totes les unitats excavades de l'assentament, de nord a sud i d'est a oest de la península que ocupa. Aquesta galena, normalment, era fosa al mateix poblat, per obtenir-ne plom, però també hi ha indicis de la seua transformació en argent. També s'ha pogut constatar la metal·lúrgia del ferro, que era tractat en forns especialment construïts i que funcionaven amb combustible vegetal ventilat per tubs que insuflaven aire.

## Importància
Dins de la colonització fenícia del Mediterrani, Eivissa va ser una escala fonamental des de les metròpolis d'Orient i, com a tal, el poblament pels fenicis de l'illa va constituir una fita molt important per al desenvolupament del poble fenici, i amb el concurs del comerç, l'escriptura i cultura fenícies comportaren l'entrada de l'illa d'Eivissa en la modernitat, deixant enrere els segles d'oblit i ostracisme. Amb l'establiment eivissenc, els fenicis varen controlar tot el Mediterrani occidental i els accessos a l'estret. A més de comptar amb una posició immillorable per comerciar amb els indígenes del litoral i interior valencià i català. Això últim queda demostrat per la gran quantitat de material fenici aparegut a les costes peninsulars des dels saladars (Múrcia) fins a la zona de Castellar (Catalunya).